# Warren Simons
Warren Simons est un responsable éditorial de comics qui a travaillé pour Marvel Comics et pour Valiant Comics.

## Biographie
Warren Simons travaille d'abord pour Marvel Comics où il est le responsable éditorial de plusieurs séries comme Thor, Daredevil et Immortal Iron Fist. En 2011, il est recruté par Valiant Entertainment pour relancer les séries disparues depuis 1999. D'abord éditeur exécutif, il est nommé éditeur en chef en 2014. Il engage plusieurs scénaristes et dessinateurs qui travaillaient pour Marvel et DC Comics sur des séries secondaires en leur laissant une très grande liberté sur les séries Valiant. Très apprécié des auteurs, il mène une politique éditoriale efficace qui apporte le succès à Valiant. Cependant en 2018, après le rachat de Valiant par la société chinoise DMG Entertainment il quitte son poste.